# Smicridea andicola
Smicridea andicola är en nattsländeart som beskrevs av Oliver S. Flint Jr. 1991. Smicridea andicola ingår i släktet Smicridea och familjen ryssjenattsländor. Inga underarter finns listade i Catalogue of Life.